# Генеральный почтмейстер США

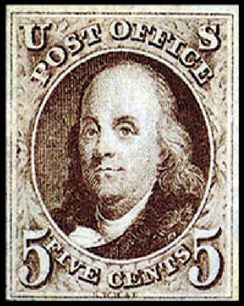
Бенджамин Франклин на первой общефедеральной почтовой марке США (5 центов, 1847)

Генеральный почтмейстер США (англ. United States Postmaster General) является главным исполнительным директором Почтовой службы США (USPS). PMG отвечает за управление и руководство повседневной деятельностью агентства.
PMG выбирается и назначается Советом управляющих Почтовой службы, члены которого назначаются президентом Соединённых Штатов по рекомендации и с согласия Сената США. Затем генеральный почтмейстер также входит в состав правления. PMG не работает по усмотрению президента и может быть уволен Советом управляющих. Назначение генерального почтмейстера не требует утверждения Сенатом. Губернаторы и генеральный почтмейстер избирают заместителя генерального почтмейстера.
Текущим должностным лицом является Дуг Тулино.

## История
Эта должность, в той или иной форме, возникла ещё до принятия Конституции и Декларации независимости США, будучи основанной на гораздо более древней английской, а затем и британской должности генерального почтмейстера. Бенджамин Франклин был назначен Континентальным конгрессом первым генеральным почтмейстером в 1775 году, проработав чуть более 15 месяцев. Франклин ранее занимал должность заместителя почтмейстера британских колоний Северной Америки с 1753 года.
До 1971 года генеральный почтмейстер возглавлял Департамент Почтового отделения (или просто «Почтового отделения» до 1820-х годов):60–65. В то время генеральный почтмейстер назначался президентом США по рекомендации и с согласия Сената США:120. С 1829 по 1971 год генеральный почтмейстер был членом кабинета президента. После принятия Закона о реформе государственной службы Пэндлтона в 1883 году и до принятия Закона Хэтча 1939 года, генеральный почтмейстер отвечал за покровительство правящей партии и занимал влиятельную должность, которая имела большое влияние в партии, примером чего является пребывание Джеймса Фарли в 1933—1940 годах при Франклине Д. Рузвельте.
После реформы системы добычи эта должность оставалась постом в кабинете министров, и её часто назначали руководителю кампании нового президента или другому ключевому политическому стороннику, в том числе Arthur Summerfield, W. Marvin Watson и Ларри О’Брайену (все они играли ключевые роли в организации кампаний президентов Эйзенхауэра, Кеннеди и Джонсона соответственно), и считалась чем-то вроде синекуры. Примечательно, что поэт и литературовед Чарльз Олсон (который был официальным лицом Национального комитета Демократической партии во время президентских выборов в США в 1944 году) отказался от этой должности в январе 1945 года.
В 1971 году Департамент Почтового отделения был реорганизован в Почтовую службу США, независимое учреждение исполнительной власти, а генеральный почтмейстер больше не был членом Кабинета министров и не находился в очереди наследования президента. Генеральный почтмейстер в настоящее время назначается Советом управляющих Почтовой службы США, назначается президентом по рекомендации и с согласия Сената:120.
Генеральный почтмейстер является вторым по величине оплачиваемым государственным служащим США, основываясь на общедоступной информации о зарплате, после президента Соединенных Штатов.

## Список генеральных почтмейстеров

### При Континентальном конгрессе

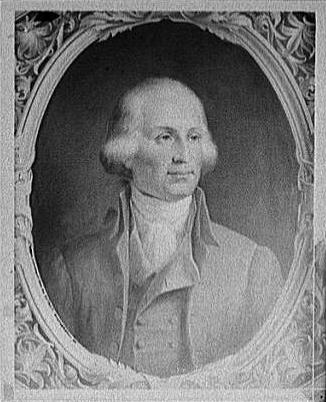
Сэмюэль Осгуд (1747—1813), первый генеральный почтмейстер США (согласно Конституции США)

|   | Имя                | Дата назначения |
| - | ------------------ | --------------- |
| 1 | Бенджамин Франклин | 26 июля 1775    |
| 2 | Ричард Бэйк        | 7 ноября 1776   |
| 3 | Эбенезер Хазард    | 28 января 1782  |

### Департамент Почтового отделения США, 1789—1971

#### Вне состава правительства, 1789—1829
|   | Имя              | Штат проживания | Дата назначения  | Президент                    |
| - | ---------------- | --------------- | ---------------- | ---------------------------- |
| 4 | Сэмюэль Осгуд    | Массачусетс     | 26 сентября 1789 | Вашингтон                    |
| 5 | Тимоти Пикеринг  | Пенсильвания    | 12 августа 1791  | Вашингтон                    |
| 6 | Джозеф Хабершам  | Джорджия        | 25 февраля 1795  | Вашингтон, Адамс, Джефферсон |
| 7 | Гидеон Грейнджер | Коннектикут     | 28 ноября 1801   | Джефферсон, Мэдисон          |
| 8 | Ретёрн Мейгс     | Огайо           | 17 марта 1814    | Мэдисон, Монро               |
| 9 | Джон Маклин      | Огайо           | 26 июня 1823     | Монро, Адамс                 |

#### В составе правительства, 1829—1971
|    | Имя                      | Штат проживания   | Дата назначения  | Президент           |
| -- | ------------------------ | ----------------- | ---------------- | ------------------- |
| 10 | William T. Barry         | Кентукки          | 9 марта 1829     | Джексон             |
| 11 | Амос Кендалл             | Кентукки          | 1 мая 1835       | Джексон, Ван Бюрен  |
| 12 | John M. Niles            | Коннектикут       | 19 мая 1840      | Ван Бюрен           |
| 13 | Francis Granger          | Нью-Йорк          | 6 марта 1841     | Гаррисон, Тайлер    |
| 14 | Charles A. Wickliffe     | Кентукки          | 13 сентября 1841 | Тайлер              |
| 15 | Cave Johnson             | Теннесси          | 6 марта 1845     | Полк                |
| 16 | Jacob Collamer           | Вермонт           | 8 марта 1849     | Тейлор              |
| 17 | Nathan K. Hall           | Нью-Йорк          | 23 июля 1850     | Филлмор             |
| 18 | Samuel Dickinson Hubbard | Коннектикут       | 31 августа 1852  | Филлмор             |
| 19 | James Campbell           | Пенсильвания      | 7 марта 1853     | Пирс                |
| 20 | Aaron V. Brown           | Теннесси          | 6 марта 1857     | Бьюкенен            |
| 21 | Джозеф Холт              | Кентукки          | 14 марта 1859    | Бьюкенен            |
| 22 | Horatio King             | Мэн               | 12 февраля 1861  | Бьюкенен            |
| 23 | Montgomery Blair         | Округ Колумбия    | 5 марта 1861     | Линкольн            |
| 24 | William Dennison         | Огайо             | 24 сентября 1864 | Линкольн, Джонсон   |
| 25 | Alexander W. Randall     | Висконсин         | 25 июля 1866     | Джонсон             |
| 26 | John A. J. Creswell      | Мэриленд          | 5 марта 1869     | Грант               |
| 27 | James W. Marshall        | Виргиния          | 3 июля 1874      | Грант               |
| 28 | Marshall Jewell          | Коннектикут       | 24 августа 1874  | Грант               |
| 29 | James N. Tyner           | Индиана           | 12 июля 1876     | Грант               |
| 30 | David M. Key             | Теннесси          | 12 марта 1877    | Хейс                |
| 31 | Horace Maynard           | Теннесси          | 2 июня 1880      | Хейс                |
| 32 | Thomas L. James          | Нью-Йорк          | 5 марта 1881     | Гарфилд, Артур      |
| 33 | Timothy O. Howe          | Висконсин         | 20 декабря 1881  | Артур               |
| 34 | Walter Q. Gresham        | Индиана           | 3 апреля 1883    | Артур               |
| 35 | Frank Hatton             | Айова             | 14 октября 1884  | Артур               |
| 36 | William F. Vilas         | Висконсин         | 6 марта 1885     | Кливленд            |
| 37 | Дональд Дикинсон         | Мичиган           | 6 января 1888    | Кливленд            |
| 38 | John Wanamaker           | Пенсильвания      | 5 марта 1889     | Гаррисон            |
| 39 | Wilson S. Bissell        | Нью-Йорк          | 6 марта 1893     | Кливленд            |
| 40 | William L. Wilson        | Западная Виргиния | 1 марта 1895     | Кливленд            |
| 41 | James A. Gary            | Мэриленд          | 5 марта 1897     | Мак-Кинли           |
| 42 | Чарльз Смит              | Пенсильвания      | 21 апреля 1898   | Мак-Кинли, Рузвельт |
| 43 | Henry C. Payne           | Висконсин         | 9 января 1902    | Рузвельт            |
| 44 | Robert J. Wynne          | Пенсильвания      | 10 октября 1904  | Рузвельт            |
| 45 | George B. Cortelyou      | Нью-Йорк          | 6 марта 1905     | Рузвельт            |
| 46 | George von L. Meyer      | Массачусетс       | 15 января 1907   | Рузвельт            |
| 47 | Frank H. Hitchcock       | Массачусетс       | 5 марта 1909     | Тафт                |
| 48 | Albert S. Burleson       | Техас             | 5 марта 1913     | Вильсон             |
| 49 | Will H. Hays             | Индиана           | 5 марта 1921     | Гардинг             |
| 50 | Hubert Work              | Колорадо          | 4 марта 1922     | Гардинг             |
| 51 | Harry S. New             | Индиана           | 27 февраля 1923  | Гардинг, Кулидж     |
| 52 | Walter F. Brown          | Огайо             | 5 марта 1929     | Гувер               |
| 53 | Джеймс Фарли             | Нью-Йорк          | 4 марта 1933     | Рузвельт            |
| 54 | Frank C. Walker          | Пенсильвания      | 10 сентября 1940 | Рузвельт, Трумэн    |
| 55 | Robert E. Hannegan       | Миссури           | 8 мая 1945       | Трумэн              |
| 56 | Джесси Дональдсон        | Миссури           | 16 декабря 1947  | Трумэн              |
| 57 | Arthur E. Summerfield    | Мичиган           | 21 января 1953   | Эйзенхауэр          |
| 58 | J. Edward Day            | Калифорния        | 21 января 1961   | Кеннеди             |
| 59 | John A. Gronouski        | Висконсин         | 30 сентября 1963 | Кеннеди, Джонсон    |
| 60 | Ларри О’Брайен           | Массачусетс       | 3 ноября 1965    | Джонсон             |
| 61 | W. Marvin Watson         | Техас             | 26 апреля 1968   | Джонсон             |
| 62 | Winton M. Blount         | Алабама           | 22 января 1969   | Никсон              |

### Почтовая служба США, 1971-настоящее время
|    | Имя                  | Дата назначения | Президент      |
| -- | -------------------- | --------------- | -------------- |
| 62 | Winton M. Blount     | 1 июля 1971     | Никсон         |
| 63 | E. T. Klassen        | 1 января 1972   | Никсон, Форд   |
| 64 | Benjamin F. Bailar   | 16 февраля 1975 | Форд, Картер   |
| 65 | William F. Bolger    | 15 марта 1978   | Картер, Рейган |
| 66 | Paul N. Carlin       | 1 января 1985   | Рейган         |
| 67 | Albert Vincent Casey | 7 января 1986   | Рейган         |
| 68 | Preston Robert Tisch | 16 августа 1986 | Рейган         |
| 69 | Anthony M. Frank     | 1 марта 1988    | Рейган, Буш    |
| 70 | Marvin Travis Runyon | 6 июля 1992     | Буш, Клинтон   |
| 71 | William J. Henderson | 16 мая 1998     | Клинтон, Буш   |
| 72 | John E. Potter       | 1 июня 2001     | Буш, Обама     |
| 73 | Patrick R. Donahoe   | 14 января 2011  | Обама          |
| 74 | Megan Brennan        | 1 февраля 2015  | Обама, Трамп   |
| 75 | Louis DeJoy          | 15 июня 2020    | Трамп, Байден  |